# Sandrine Soubeyrand
Sandrine Soubeyrand (Saint-Agrève, 16 agosto 1973) è un'allenatrice di calcio ed ex calciatrice francese, di ruolo centrocampista, attualmente alla guida tecnica del Paris FC femminile.
Chiuse la carriera di calciatrice nel FCF Juvisy, società con la quale vinse due campionati e una Coppa di Francia, decidendo di lasciare il calcio giocato nell'estate 2014 Indossò per 16 anni la maglia della nazionale francese, e con 198 partite tra il 1997 ed il 2013 risulta la giocatrice con il maggior numero di presenze tra quelle che hanno indossato la casacca della nazionale maggiore della Francia. A luglio 2017, detiene inoltre il primato della giocatrice più anziana ad aver giocato un incontro del campionato europeo femminile di calcio, Francia - Danimarca del 22 luglio 2013, all'età di 39 anni e 340 giorni.

## Palmarès

### Calciatrice

#### Club
- Campionato francese: 2

FCF Juvisy: 2002-2003, 2005-2006
- Coppa di Francia: 1

FCF Juvisy: 2004-2005

#### Individuali
- Trophées UNFP du football: 1

Division 1 Féminine: 2003

### Allenatrice

#### Club
- Coppa di Francia: 1

Paris FC: 2024-2025